# Xarxa Rescat
La xarxa Rescat (xarxa de Radiocomunicacions d'Emergències i Seguretat de Catalunya) és la xarxa pública de comunicacions de la Generalitat de Catalunya pels seus cossos de seguretat i emergències. La xarxa està basada en l'estàndard europeu TETRA (Terrestrial Trunked Radio).
És una xarxa de titularitat pública de la Generalitat de Catalunya.

## Implantació
La xarxa Rescat es va implantar oficialment l'1 de gener de 2009 per a tots els cossos i serveis operatius de Catalunya.
Fins a aquest moment, hi havia a la Generalitat de Catalunya dues xarxes de comunicacions operatives (totes dues d'operadores privades):
- NEXUS. Xarxa amb tecnologia digital TETRAPOL, específica per als Mossos d'Esquadra, creada al 1994. Va ser la primera xarxa Tetrapol desplegada a Espanya.[3]
- Àgora. Xarxa amb tecnologia digital TETRA, per a la resta de cossos i serveis, especialment pel Cos de Bombers de la Generalitat, creada al 1998.

## Cobertura, Ús i Gestió
Actualment ofereix cobertura al 97% del territori i al 99% de la població quan s'usa en emissores des de vehicle i al 90% del territori i al 97% de la població quan s'utilitzen emissores portàtils.
La incorporació a la xarxa RESCAT va ser immediata a la Generalitat de Catalunya així com policia i bombers de Barcelona, posteriorment va començar a la resta de policies locals, ajuntaments sense policia local, i entitats vinculades amb els serveis i la seguretat.
| Generalitat de Catalunya                         | Administració local                                | Altres                                       |
| ------------------------------------------------ | -------------------------------------------------- | -------------------------------------------- |
| Mossos d'Esquadra (2008)                         | Guàrdia Urbana de Barcelona (2008)                 | Patronat de la Muntanya de Montserrat (2011) |
| Bombers de la Generalitat (2008)                 | Bombers de Barcelona (2008)                        | Gas Natural, i Endesa (2012)                 |
| Protecció Civil (2008)                           | Policies locals (a partir de 2008)                 | Enagas (2014)                                |
| Agents Rurals (2008)                             | Ajuntaments sense policia local (a partir de 2008) | Abertis Autopistas (2014)                    |
| Servei d'Emergències mèdiques (2008)             | Consells Comarcals (a partir de 2008)              | Creu Roja (2014)                             |
| Servei Català de Trànsit (2008)                  |                                                    | Aigües Ter Llobregat                         |
| Agència Catalana de l'Aigua (2008)               |                                                    | AEQT (2012), i ANAV (2015)                   |
| Departament de Territori i Sostenibilitat (2008) |                                                    | Port de Barcelona                            |

Hi ha més de 23.900 terminals en ús a Catalunya, on més de 9,300 són usats pels Mossos d'Esquadra.
Tots els ajuntaments disposen de com a mínim dos terminals que han de tenir a punt en cas d'incendis, nevades, inundacions o qualsevol emergència.
De la gestió de la xarxa se n'ocupa l'Oficina de Coordinació de la Xarxa Rescat i del manteniment tècnic està a càrrec del Centre de Telecomunicacions i Tecnologies de la Informació de la Generalitat de Catalunya (CTTI).

## Tecnologia
La xarxa Rescat està basada en l'estàndard europeu TETRA de l'Institut Europeu de Normes de Telecomunicacions dissenyat específicament per ús de cossos de seguretat i emergències. TETRA permet múltiples comunicacions en una mateixa zona i la seguretat i privacitat de les transmissions. Aquest estàndard permet l'enviament de dades i de veu de terminal a central, de terminal a terminal i també cap a grups de terminals.
Necessita d'estacions base repartides pel territori per donar la cobertura, actualment hi ha  233 estacions base instal·lades a Catalunya.